# 2025-ös magyar atlétikai bajnokság
A 2025-ös magyar atlétikai bajnokság a 130. bajnokság lesz.

## Helyszínek
- Téli dobóbajnokság, március 1–2., Nyíregyháza, Szombathely
- 35 km-es gyaloglás: március 22., Gyűgy
- maraton: április 6., Bécs
- 20 km-es gyaloglás: április 6., Békéscsaba
- 10 000 m: április 26., Szekszárd
- váltóbajnokság: május 18., Kaposvár, Bodosi Mihály atlétikai pálya
- többpróba, június 21–22., Budapest, Lantos Mihály Sportközpont
- pályabajnokság: augusztus 2–3., Nemzeti Atlétikai Központ
- mezeifutó bajnokság: november 22.,

## Eredmények

### Férfiak
| Versenyszám            | Arany                                                                            | Arany    | Ezüst                                                                                   | Ezüst                 | Bronz                                                                                    | Bronz                 |
| ---------------------- | -------------------------------------------------------------------------------- | -------- | --------------------------------------------------------------------------------------- | --------------------- | ---------------------------------------------------------------------------------------- | --------------------- |
| 100 m                  | Illovszky Dominik Bp. Honvéd                                                     | 10,38    | Pap Márk Bp. Honvéd                                                                     | 10,43                 | Takács Ábel Bp. Honvéd                                                                   | 10,48                 |
| 200 m                  | Takács Ábel Bp. Honvéd                                                           | 21,04    | Mészáros Balázs Alba Regia AK                                                           | 21,11                 | Wahl Zoltán Tatabánya SC                                                                 | 21,22                 |
| 400 m                  | Molnár Attila Ferencvárosi TC                                                    | 45,28    | Csahóczi Csanád Újpesti TE                                                              | 46,75                 | Szilveszter Marcell Újpesti TE                                                           | 46,91                 |
| 800 m                  | Kubasi János Sportolj Velünk                                                     | 1:48,61  | Szinte Bálint Újpesti TE                                                                | 1:49,13               | Huller Dániel VS Dunakeszi                                                               | 1:50,01               |
| 1500 m                 | Szinte Bálint Újpesti TE                                                         | 3:42,74  | Szirbek Albert Sportolj Velünk                                                          | 3:44,39               | Szögi István MTK Budapest                                                                | 3:46,07               |
| 5000 m                 | Palkovits István Sportolj Velünk SE                                              | 13:48,76 | Szögi István MTK Budapest                                                               | 13:52,95              | Lomb Ádám Pécsi VSK                                                                      | 13:57,27              |
| 10 000 m               | Palkovits István Sportolj Velünk SE                                              | 29:15,73 | Lomb Ádám Pécsi VSK                                                                     | 29:16,13              | Szemerei Levente Szekszárdi Sportközpont                                                 | 29:27,94              |
| maraton                | Vásárhelyi Máté Castor SE                                                        | 2:21:50  | Kaposi Benedek Ferencvárosi TC                                                          | 2:27:59               | Molnár Ákos Vasas                                                                        | 2:30:28               |
| maraton csapat         | Zsigmond Előd Czencz Péter Szekeres Zsolt Szekszárdi Sportközpont                | 8:12:09  | Nagy Milán Takács Balázs Wassel Gusztáv Csömöri Sport kft                               | 9:17:32               | Több induló nem volt.                                                                    | Több induló nem volt. |
| 110 m gát              | Eszes Dániel VS Dunakeszi                                                        | 13,82    | Szeles Bálint Egri VSI                                                                  | 14,18                 | Zemen Zalán Győri AC                                                                     | 14,24                 |
| 400 m gát              | Takács Gergő Ikarus BSE                                                          | 50,45    | Molnár Csaba Levente Ikarus BSE                                                         | 50,59                 | Bánóczy Árpád Vasas                                                                      | 50,91                 |
| 3000 m akadály         | Palkovits István Sportolj Velünk SE                                              | 8:25,55  | Szabó Benjámin Márton Tatabánya SC                                                      | 8:56,20               | Lesták Ármin MATE-GEAC                                                                   | 9:06,30               |
| magasugrás             | Török Gergely Debreceni SC-SI                                                    | 2,16 m   | Bakosi Péter Nyíregyházi SC                                                             | 2,12 m                | Horváth Csaba Benjamin Ikarus BSE                                                        | 2,08 m                |
| rúdugrás               | Böndör Márton Győri AC                                                           | 5,50 m   | Nagy Marcell MTK Budapest                                                               | 5,10 m                | Kéri Tamás Ferencvárosi TC                                                               | 5,10 m                |
| távolugrás             | Hodossy-Takács Sámuel Debreceni SC SI                                            | 7,48 m   | Pap Kristóf TFSE                                                                        | 7,46 m                | Szabó László Ferencvárosi TC                                                             | 7,43 m                |
| hármasugrás            | Szenderffy Dániel VS Dunakeszi                                                   | 15,84 m  | Galambos Tibor Ferencvárosi TC                                                          | 15,75 m               | Rivasz Martin Ferencvárosi TC                                                            | 15,37 m               |
| súlylökés              | Fekete István Szegedi VSE                                                        | 18,22 m  | Kovács László Győri AC                                                                  | 17,25 m               | Tóth Balázs Nyíregyházi SC                                                               | 17,22 m               |
| diszkoszvetés          | Szikszai Róbert Nyíregyházi SC                                                   | 59,91 m  | Huszák János Dobó SE                                                                    | 58,89 m               | Dobó Zsombor Szegedi VSE                                                                 | 58,20 m               |
| kalapácsvetés          | Halász Bence Dobó SE                                                             | 81,94 m  | Szabados Ármin Haladás VSE                                                              | 74,15 m               | Rába Dániel Dobó SE                                                                      | 73,94 m               |
| gerelyhajítás          | Horváth Máté Veresegyház VSK                                                     | 76,19 m  | Herczeg György Ferencvárosi TC                                                          | 74,08 m               | Járvás Máté MTK Budapest                                                                 | 69,99 m               |
| tízpróba               | Gálpál Zsombor Bp. Honvéd                                                        | 7858     | Szalay Botond Ikarus BSE                                                                | 6356                  | Gábris Dávid Bp. Honvéd                                                                  | 6290                  |
| 5000 m gyaloglás       | Venyercsán Bence Bp. Honvéd                                                      | 19:27,32 | Tóth Norbert Alba Regia AK                                                              | 19:41,90              | Schwarcz Péter Alba Regia AK                                                             | 21:21,57              |
| 10 000 m gyaloglás     |                                                                                  |          |                                                                                         |                       |                                                                                          |                       |
| 20 000 m gyaloglás     |                                                                                  |          |                                                                                         |                       |                                                                                          |                       |
| 20 km gyaloglás        | Venyercsán Bence Bp. Honvéd                                                      | 1:23:32  | Helebrandt Máté Nyíregyházi SC                                                          | 1:25:46               | Tóth Norbert Alba Regia AK                                                               | 1:34:07               |
| 20 km gyaloglás csapat | Papp Ferenc Marinka Zsolt Fábián András Szegedi VSE                              | 5:55:25  | Több induló nem volt.                                                                   | Több induló nem volt. | Több induló nem volt.                                                                    | Több induló nem volt. |
| 35 km gyaloglás        | Venyercsán Bence Bp. Honvéd                                                      | 2:31:53  | Tokodi Dávid Ferencvárosi TC                                                            | 3:06:17               |                                                                                          |                       |
| 4 × 100 m              | Kádasi Zalán Pap Márk Takács Ábel Orosz Zoltán Bp. Honvéd                        | 41,55    | Csornai János Bolla Gergő Szabó Dániel Trenka Ádám Alba Regia AK                        | 41,97                 | Szilágyi Péter Czipó Marcell Tatai Zalán Varga Barnabás Bp. Honvéd                       | 42,29                 |
| 4 × 200 m              | Bundschu Patrik Zsolnai Bálint Felsmann Balázs Villányi Bálint Vasas             | 1:26,31  | Csernus Péter László Szilveszter Marcell Birovecz Ben Jordán Csahóczi Csanád Újpesti TE | 1:26,77               | Csornai János Blaumann Marcell Bolla Gergő Mészáros Balázs Alba Regia AK                 | 1:27,82               |
| 4 × 400 m              | Csernus Péter Szilveszter Marcell Birovecz Ben Jordán Csahóczi Csanád Újpesti TE | 3:10,34  | Birovecz Bátor Péter Nadj Levente Fodor Péter Gellért Steigerwald Ernő MATE-GEAC        | 3:10,94               | Molnár Csaba Levente Takács Gergő László Kovács Ádám Vilmos Pálvölgyi Levente Ikarus BSE | 3:11,96               |
| 4 × 800 m              | Csahóczi Csanád Földi Gergő Szinte Bálint Pap Dávid Újpesti TE                   | 7:41,50  | Kazi Tamás Oláh Máté Gondos Árpád Solymári Máté Ferencvárosi TC                         | 7:46,21               | Váradi Péter Bőhm Regő Sztáray Félix Sugár Botond Vasas                                  | 7:58,87               |
| félmaraton             |                                                                                  |          |                                                                                         |                       |                                                                                          |                       |
| félmaraton csapat      |                                                                                  |          |                                                                                         |                       |                                                                                          |                       |
| mezeifutás 8000 m      |                                                                                  |          |                                                                                         |                       |                                                                                          |                       |
| mezeifutás csapat      |                                                                                  |          |                                                                                         |                       |                                                                                          |                       |

### Nők
| Versenyszám            | Arany                                                                     | Arany            | Ezüst | Ezüst                             | Bronz                                                                  | Bronz                             |
| ---------------------- | ------------------------------------------------------------------------- | ---------------- | --- | --------------------------------- | ---------------------------------------------------------------------- | --------------------------------- |
| 100 m                  | Takács Boglárka Bp. Honvéd                                                | 11,08            | Sulyán Alexa MATE-GEAC | 11,57                             | Csóti Jusztina Ferencvárosi TC                                         | 11,77                             |
| 200 m                  | Takács Boglárka Bp. Honvéd                                                | 23,06            | Sulyán Alexa MATE-GEAC | 23,37                             | Molnár Janka Tatabánya SC                                              | 23,63                             |
| 400 m                  | Molnár Janka Tatabánya SC                                                 | 52,97            | Simon Virág MATE-GEAC | 54,12                             | Kéri Bianka Sportolj Velünk SE                                         | 54,42                             |
| 800 m                  | Kéri Bianka Sportolj Velünk SE                                            | 2:05,33          | Janositz Gréta BEAC | 2:05,97                           | Heffner Hédi BEAC                                                      | 2:09,68                           |
| 1500 m                 | Varga Gréta Sportolj Velünk SE                                            | 4:20,74          | Tóth Lili Anna Bp. Honvéd | 4:22,33                           | Dugasz Emese Bp. Honvéd                                                | 4:23,75                           |
| 5000 m                 | Tóth Lili Anna Bp. Honvéd                                                 | 16:18,34         | K. Szabó Gabriella Nyíregyházi SC | 16:34,93                          | Dugasz Emese Bp. Honvéd                                                | 16:38,69                          |
| 10 000 m               | Vindics-Tóth Lili Anna Bp. Honvéd                                         | 33:01,60         | Szabó Nóra MTK Budapest | 33:12,79                          | Wagner-Gyürkés Viktória Ikarus BSE                                     | 35:04,48                          |
| maraton                | Szabó Nóra MTK Budapest                                                   | 2:30:31          | Tomaschof Kata Ferencvárosi TC | 2:43:13                           | Nagy Kata Dobó SE                                                      | 2:49:29                           |
| maraton csapat         | Herczog Anna Zákányi Panna Prokopp Erzsébet ELTE SE Sashegyi gepárdok     | 9:04:22          | Több induló nem volt. | Több induló nem volt.             | Több induló nem volt.                                                  | Több induló nem volt.             |
| 100 m gát              | Kozák Luca Debreceni SC SI                                                | 12,75            | Tóth Anna Diósgyőri VTK | 12,77                             | Répási Petra Ferencvárosi TC                                           | 13,27                             |
| 400 m gát              | Mátó Sára MATE-GEAC                                                       | 55,36            | Mohai Regina MTK Budapest | 58,40                             | Bartha Lilla Vasas                                                     | 59,49                             |
| 3000 m akadály         | Urbán Zita Bp. Honvéd                                                     | 9:48,27          | K. Szabó Gabriella Nyíregyházi SC | 10:03,44                          | Dobó Eszter Ferencvárosi TC                                            | 10:28,20                          |
| magasugrás             | Bátori Lilianna Vasas                                                     | 1,81 m           | Fekete Fédra Bp. Honvéd | 1,81 m                            | Diemer Anna MTK Budapest                                               | 1,72 m                            |
| rúdugrás               | Klekner Hanga Debreceni SC-SI                                             | 4,60 m           | Kováts Fanni MTK Budapest | 4,10 m                            | Farkas Dorka Újpesti TE                                                | 3,90 m                            |
| távolugrás             | Bánhidi-Farkas Petra MTK Budapest                                         | 6,39 m           | Lesti Diana Tatabánya SC | 6,35 m                            | Rózsahegyi Bori Tatabánya SC                                           | 6,15 m                            |
| hármasugrás            | Virók Erna Ferencvárosi TC                                                | 13,05 m          | Kónya Enikő Ferencvárosi TC | 12,90 m                           | Szabó Beatrix MTK Budapest                                             | 12,54 m                           |
| súlylökés              | Beregszászi Renáta Szegedi VSE                                            | 16,79 m          | Kling Réka AC Bonyhád | 13,83 m                           | Váradi Krisztina Maximus SE                                            | 13,34 m                           |
| diszkoszvetés          | Kerekes Dóra Nyíregyházi SC                                               | 59,00 m          | Keserű Mirabella Ikarus BSE | 52,30 m                           | Baukó Petra Békéscsabai AC                                             | 48,44 m                           |
| kalapácsvetés          | Németh Zsanett Dobó SE                                                    | 66,86 m          | Viszkeleti Villő Dobó SE | 64,48 m                           | Zimmermann Lili Dobó SE                                                | 60,62 m                           |
| gerelyhajítás          | Diósi-Moravcsik Angéla MTK Budapest                                       | 56,09 m          | Bogdán Annabella Békéscsabai AC | 55,16 m                           | Kövér Fanni MTK Budapest                                               | 54,17 m                           |
| hétpróba               | Kriszt Sarolta MATE-GEAC                                                  | 6150             | Diemer Anna MTK Budapest | 5034                              | Szűcs Szabina Bp. Honvéd                                               | 5006                              |
| hétpróba csapat        | Nemes Kincső Bajnok Borbála Dóczi Csenge KSI                              | 10 304           | Több értékelhető csapat nem volt. | Több értékelhető csapat nem volt. | Több értékelhető csapat nem volt.                                      | Több értékelhető csapat nem volt. |
| 5000 m gyaloglás       | Spiller Tiziana Bp. Honvéd                                                | 21:55,60         | Madarász Viktória Újpesti TE | 22:28,66                          | Alföldi Sára Békéscsabai AC                                            | 24:11,44                          |
| 10 000 m gyaloglás     |                                                                           |                  | |                                   |                                                                        |                                   |
| 20 000 m gyaloglás     |                                                                           |                  | |                                   |                                                                        |                                   |
| 20 km gyaloglás        | Spiller Tiziana Bp. Honvéd                                                | 1:35:15          | Oláh Barbara Békéscsabai AC | 1:40:29                           | Csörgő Dóra Bp. Honvéd                                                 | 1:42:40                           |
| 20 km gyaloglás csapat | Nem volt induló.                                                          | Nem volt induló. | Nem volt induló. | Nem volt induló.                  | Nem volt induló.                                                       | Nem volt induló.                  |
| 4 × 100 m              | Répási Petra Csóti Jusztina Szikossy Szilvia Guba Liliána Ferencvárosi TC | 45,72            | Búzás Mara Szőke Gréta Keszthelyi Szonja Darai Laura Debreceni SC SIŐri Veronika Takács Zsófia Demeter Korinna Vrabecz Anna Ferencvárosi TC | 47,18                             |                                                                        |                                   |
| 4 × 200 m              | Brindza Blanka Tóth Fruzsina Fodor Júlia Bartha Lilla Vasas               | 1:38,95          | Boldogh Boróka Gál Nikolett Tárkányi Abigél Lalik Petra Diósgyőri VTK                                                                       | 1:39,87                           | Nyilasi Diána Brucker Lili Kovács Léna Kalmár Alíz Újpesti TE          | 1:40,23                           |
| 4 × 400 m              | Horváth Anna Kéri Bianka Felber Kata Besenyődi Petra Sportolj Velünk      | 3:42,61          | Mórocz Boglárka Bátai Luca Tóth Fruzsina Bartha Lilla Vasas                                                                                 | 3:43,22                           | Szikossy Szilvia Szücs Dóra Guba Liliána Takács Zsófia Ferencvárosi TC | 3:45,96                           |
| 4 × 800 m              | Szentkuti Anna Dobó Eszter Jármay Boróka Lóránt Boróka Ferencvárosi TC    | 9:26,23          | Szász Abigél Mészáros Nóra Chobák Lili Búzás Mara Debreceni SC SI                                                                           | 9:36,03                           | Nemes Réka Maros Kata Grubits Enikő Köcsky Tamara SMAFC                | 9:36,24                           |
| félmaraton             |                                                                           |                  | |                                   |                                                                        |                                   |
| félmaraton csapat      |                                                                           |                  | |                                   |                                                                        |                                   |
| mezeifutás 5000 m      |                                                                           |                  | |                                   |                                                                        |                                   |
| mezeifutás csapat      |                                                                           |                  | |                                   |                                                                        |                                   |

### Téli dobóbajnokság
Férfiak
| Versenyszám   | Arany                          | Arany   | Ezüst                  | Ezüst   | Bronz                           | Bronz   |
| ------------- | ------------------------------ | ------- | ---------------------- | ------- | ------------------------------- | ------- |
| diszkoszvetés | Szikszai Róbert Nyíregyházi SC | 60,05 m | Huszák János Dobó SE   | 59,50 m | Strigencz Zalán VEDAC           | 53,50 m |
| kalapácsvetés | Halász Bence Dobó SE           | 77,97 m | Rába Dániel Dobó SE    | 75,11 m | Varga Donát Dobó SE             | 74,30 m |
| gerelyhajítás | Járvás Máté MTK                | 64,82 m | Fedor Dávid Újpesti TE | 63,74 m | Magyar Szabolcs Ferencvárosi TC | 63,49 m |

Nők
| Versenyszám   | Arany                           | Arany   | Ezüst                       | Ezüst   | Bronz                  | Bronz   |
| ------------- | ------------------------------- | ------- | --------------------------- | ------- | ---------------------- | ------- |
| diszkoszvetés | Baukó Petra Békéscsabai AC      | 48,22 m | Keserű Mirabella Ikarus BSE | 47,76 m | Péter-Szabó Sára SZVSE | 46,25 m |
| kalapácsvetés | Németh Zsanett Dobó SE          | 66,60 m | Viszkeleti Villő Dobó SE    | 65,66 m | Csatári Jázmin VEDAC   | 62,92 m |
| gerelyhajítás | Bogdán Annabella Békéscsabai AC | 53,87 m | Eszenyi Napsugár MATE-GEAC  | 46,65 m | Vágó Zsófia Csepel TC  | 44,21 m |